# Марк Вінк
Марк Вінк (Marc Vinck) (нар. 1956 р., м. Мортсель, бельгійська провінція Антверпен) — бельгійський дипломат. Надзвичайний і Повноважний Посол Бельгії в Україні (2006-2011).

## Біографія
Має вищу освіту — закінчив Інститут прикладних наук із комунікації. У 1980-91 рр. — праця у апараті МЗС Бельгії. Консул у Ханої, В'єтнам (1981), віце-консул у Кіншасі, Демократична Республіка Конго (1981–1984), консул у Касабланці, Марокко (1984–1987), у Лондоні, Велика Британія (1990).
Працював у посольсьві Бельгії у Бразилії (1993–1995), Представництві Бельгії при ООН (1997—2000), посольстві у Марокко (2000—2003). У 2003—2006 рр. — генеральний консул в Демократичній Республіці Конго.
У 2006 - 2011 рр. — Надзвичайний і Повноважний Посол Бельгії в Україні. 
Пан посол у своїй роботі виконував також роль культурного дипломата, оскільки добре розумівся на мистецтві. Так, у 2009 році він відкривав виставку робіт  бельгійсько-української художниці   Лідії Треммері, яка народилася в  Генті, а працювала в Україні .